# Пейви, Шафак
Шафак Пейви (родилась 10 июля 1976) — турецкий дипломат, публицист и политик. Она является членом Великого Национального собрания Турции от оппозиционной Народно-Республиканской партии (НРП), представляющей провинции Стамбула. Является первым инвалидом женщиной, избранной в парламент Турции, членом Комитета Организации Объединенных Наций по правам инвалидов. В 2012 году Павей была удостоена Международной женской премии мужества Государственного департамента США.

## Биография
Пейви родилась 10 июля 1976 года в Анкаре. Её родители — Şahin и Ayşe Önal, известный журналист и писатель. В 1994 году она вместе с мужем переехала в Швейцарию, чтобы изучать там искусство и кино. В 1996 году Пейви потеряла левую руку и левую ногу в аварии поезда в Цюрихе. Год спустя она отправилась в Лондон, чтобы продолжить там свое образование. В Лондоне она изучала международные отношения в Вестминстерском университете, окончила аспирантуру в Лондонской школе экономики.

## Карьера
По окончании учебы Пейви работала в канцелярии Верховного комиссара Организации Объединенных Наций по делам беженцев, будучи ответственной за внешние связи и гуманитарную помощь в таких странах, как Алжир, Египет, Иран, Ливан и Сирия. Работала в качестве пресс-секретаря UNHCR ООН в Центральной Европе в Венгрии, затем руководителем департамента по правам человека в Управлении Верховного комиссара Организации Объединенных Наций по правам человека.

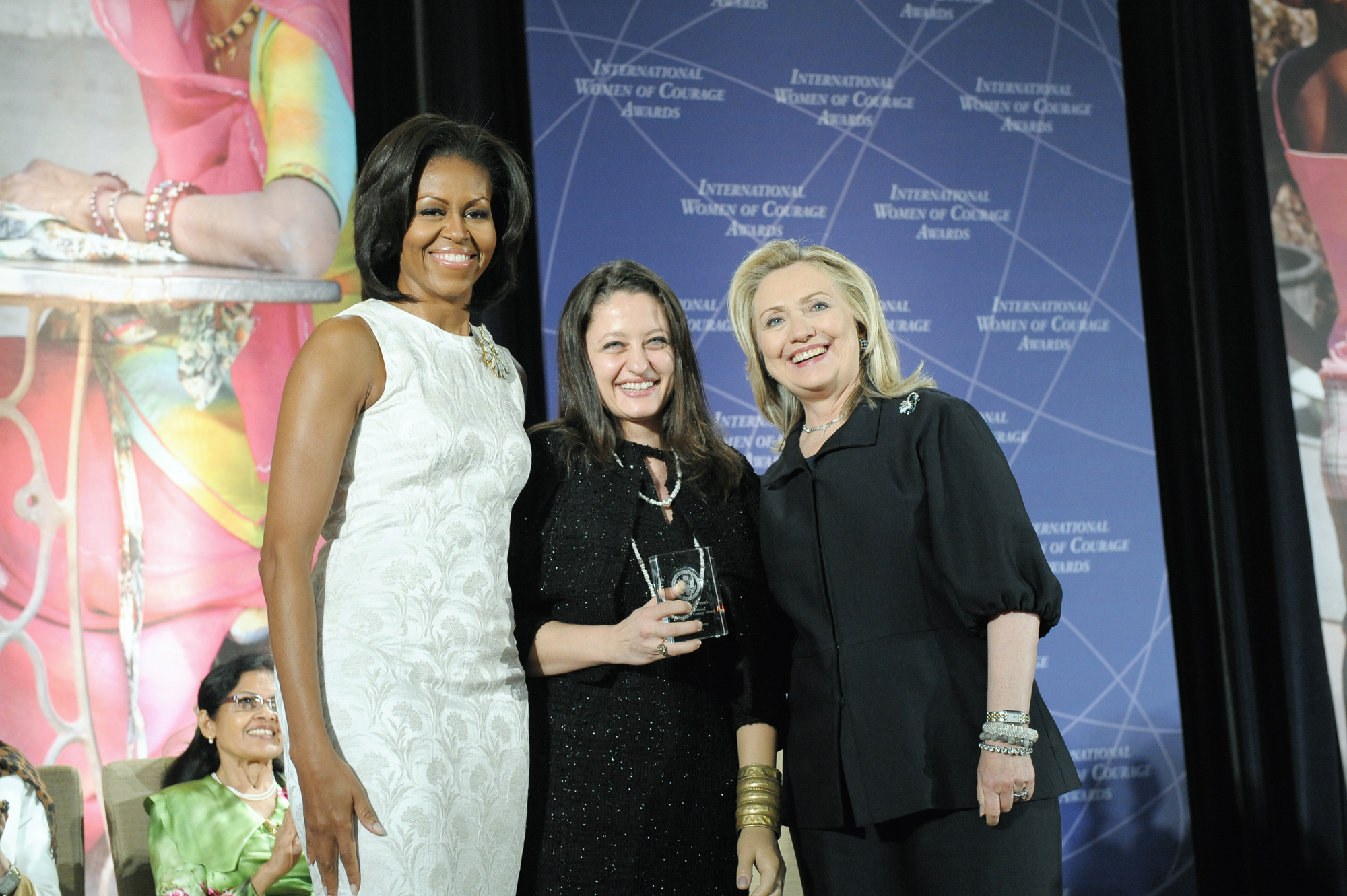
Шафак Пейви с Мишель Обама (слева) и Хиллари Клинтон (справа) на церемонии награждения IWOC в 2012 году

Пейви также работала обозревателем в Стамбульской армяно-турецкой двуязычной еженедельной газете «Агос», написала три книги, осуществляла совместные проекты с Гарвардским университетом, Королевской Академией Художеств в Лондоне и норвежским Советом дизайнеров. Ее книга книга 13 Numarali Peron (платформа № 13), повествующая о железнодорожной катастрофе, написанная совместно с ее матерью Айше Онал и самой Пейви, стала бестселлером в Турции. Пейви сотрудничала с лауреатом Нобелевской премии мира Ширин Эбади при написании книги «Права беженцев в Иране».
После пятнадцати лет жизни за границей, Пейви, в 2011 году вернулся в Турцию и баллотировалась в парламент. Оставив в 2012 году работу в Организации Объединенных Наций, она была избрана депутатом турецкого парламента от провинции Стамбула (Мраморноморский регион) и народно-Республиканской партии, став первым инвалидом женщиной — членом турецкого парламента. В рамках своей депутатской работы она является членом комитета Турция—ЕС — комитета Евро-Средиземноморской Парламентской Ассамблеи средиземноморского Союза, подкомитета по энергетике, водным ресурсам и окружающей среде, а также вице—председателем и членом общества дружбы с Южной Кореей и Норвегией от турецкого парламента. Впоследствии она была назначена ответственной за экологическую и социальную политику в стране.

## Награды
- Международная премия мужества Госдепартамента США[7]
- Премия мира Международной молодежной палаты[14]
- Премия Британского национального светского общества (2014)[15]

## Публикации
- 13 Numaralı Peron (Yazarları: Ayşe Önal/Şafak Pavey) (1996) ISBN 9753252773
- Nereye Gidersem Gökyüzü Benimdir (2011) ISBN 9786055411107